# Shuttles
| Urban head station in tunnel |

| Urban end station in tunnel |

| Urban head station in tunnel |

| Urban end station in tunnel |

Shuttles är tre olika korta pendellinjer i New Yorks tunnelbana. Den första pendellinjen 42nd Street Shuttle invigdes år 1918 men spåren och stationenerna användes redan på New Yorks första tunnelbana, Lexington Avenue Line från 1904. Lexington Avenue Line drogs vidare norrut från Grand Central och Broadway – Seventh Avenue Line tog över spåren norr om Times Square. Kvar blev denna korta sträcka som förband Grand Central med Times Square som då fick bli en egen kort linje. Den andra pendellinjen är Rockaway Park Shuttle i Queens med fem stationen mellan Rockaway Park – Beach 116th Street och Broad Channel. Den tredje pendellinjen är Franklin Avenue Shuttle med fyra stationer i Brooklyn. Alla dessa tre pendellinjer eller Shuttles använder linjebeteckningen S.  

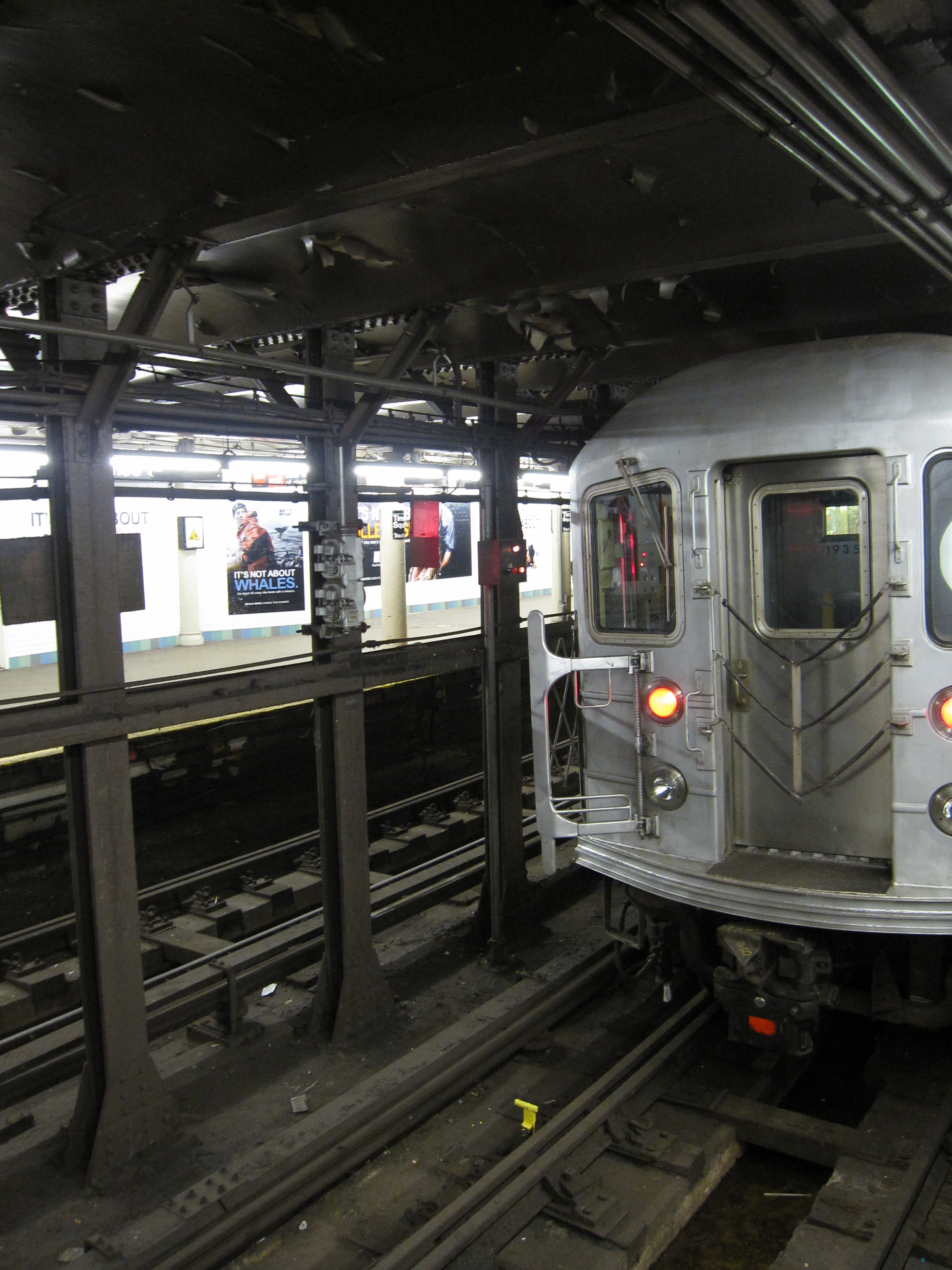
Times Square på 42nd Street Shuttle
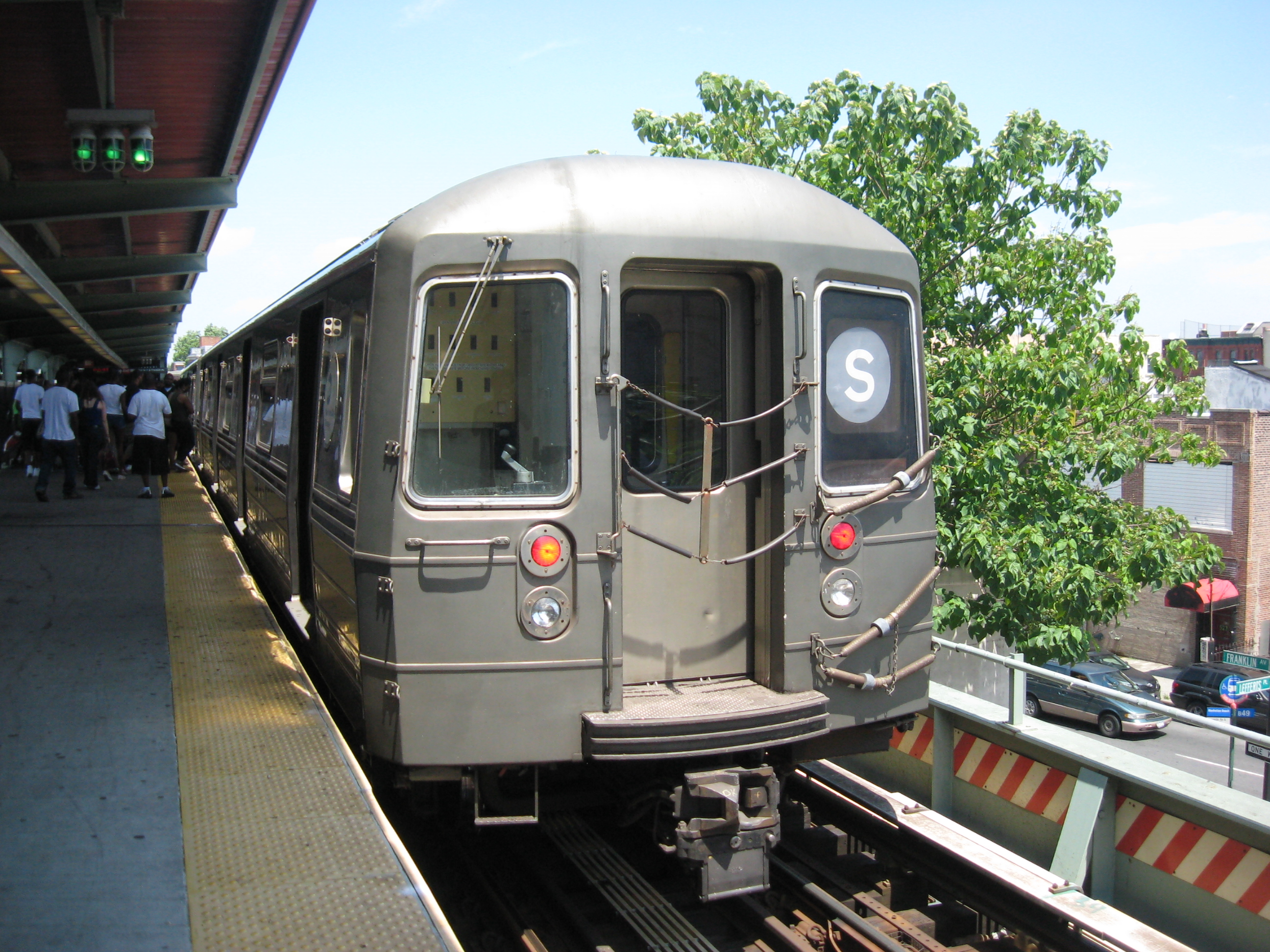
Franklin Avenue på Franklin Avenue Shuttle
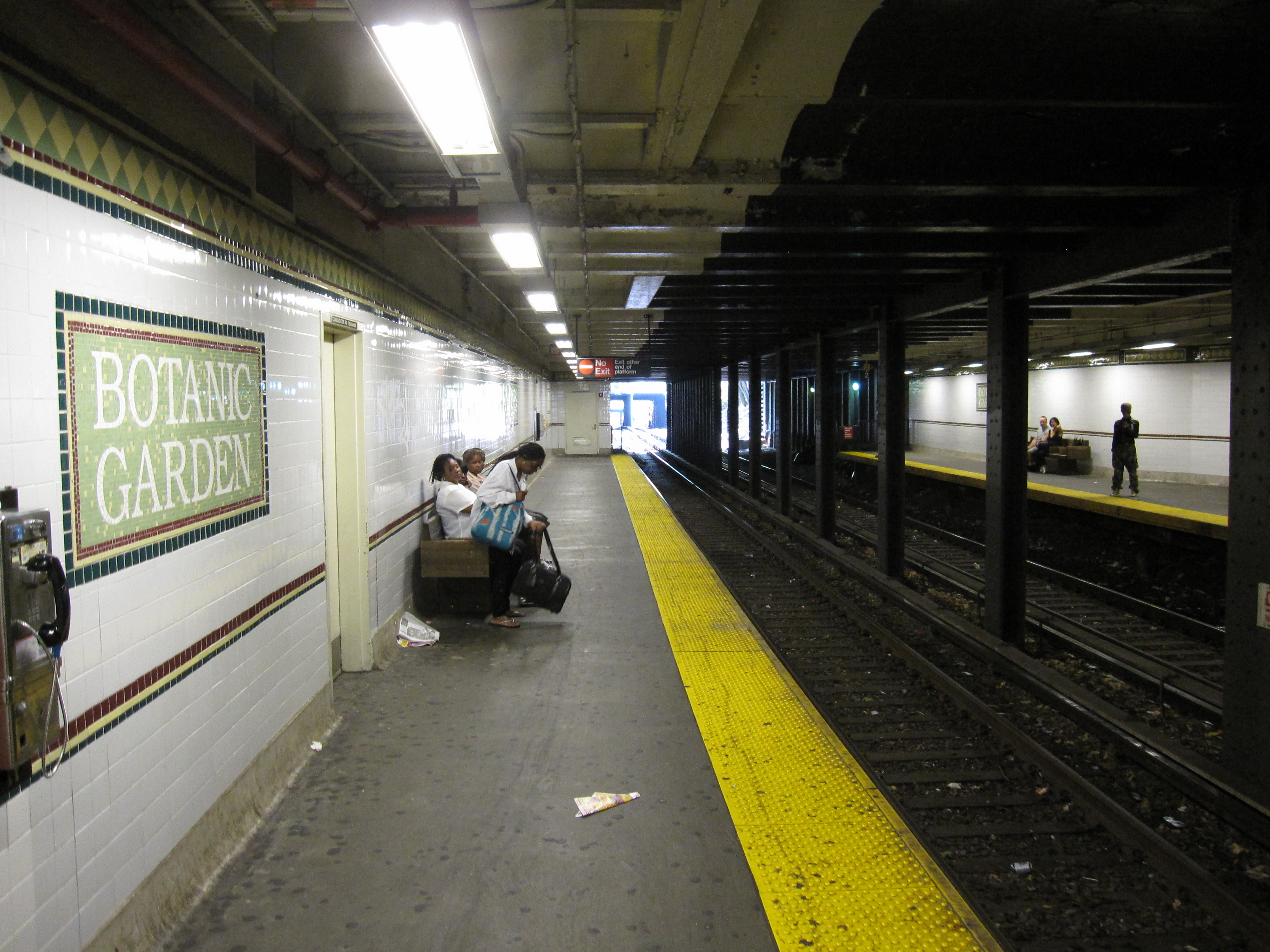
Botanic Garden på Franklin Avenue Shuttle
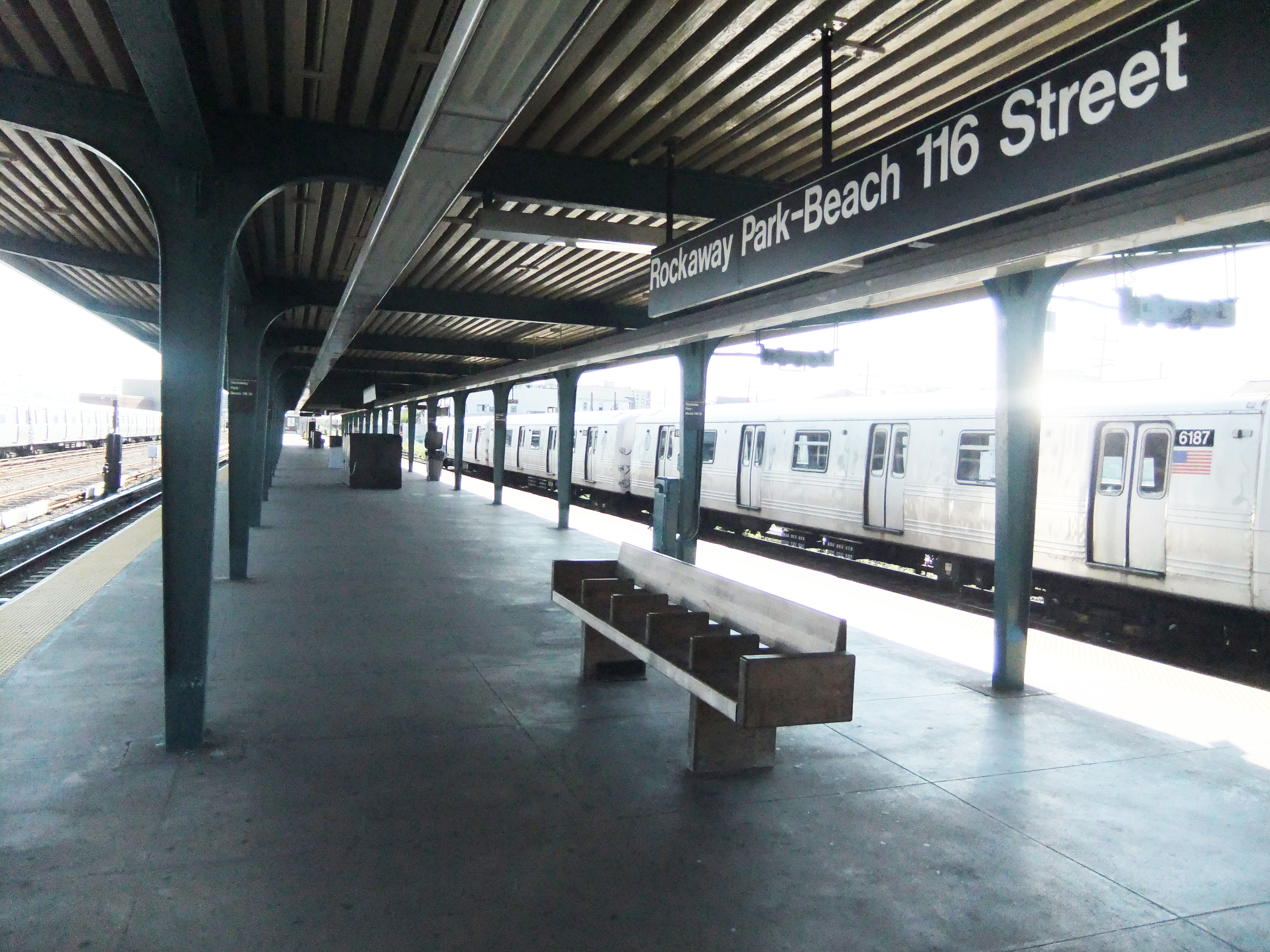
Rockaway Park – Beach 116th Street på Rockaway Park Shuttle